# (614689) 2020 XL5
(614689) 2020 XL5 è un asteroide troiano della Terra situato nel punto lagrangiano L4 .

## Scoperta
(614689) 2020 XL5 è stato scoperto da Pan-STARRS 1 presso l'Osservatorio di Haleakalā, nelle Hawaii, il 12 dicembre 2020
. È stato osservato per la prima volta nella costellazione del Cratere a una magnitudine apparente di 21,4. L'asteroide si muoveva a una velocità in cielo di 3,02 secondi d'arco al minuto, da una distanza di 0,68 au (102 000 000 km) dalla Terra.

## Caratteristiche fisiche
Si stima che (614689) 2020 XL5 misuri tra 250 e 550 metri di diametro sulla base di un'albedo geometrica presunta di 0,02 e 0,08. La sua magnitudine assoluta è leggermente più piccola di quella di (706765) 2010 TK7, il che implica che il (614689) 2020 XL5 probabilmente ha un diametro leggermente più grande se entrambi i corpi celesti hanno lo stesso albedo geometrico.